# Elyra duplicifascia
Elyra duplicifascia là một loài bướm đêm trong họ Noctuidae.